# 二水鄉

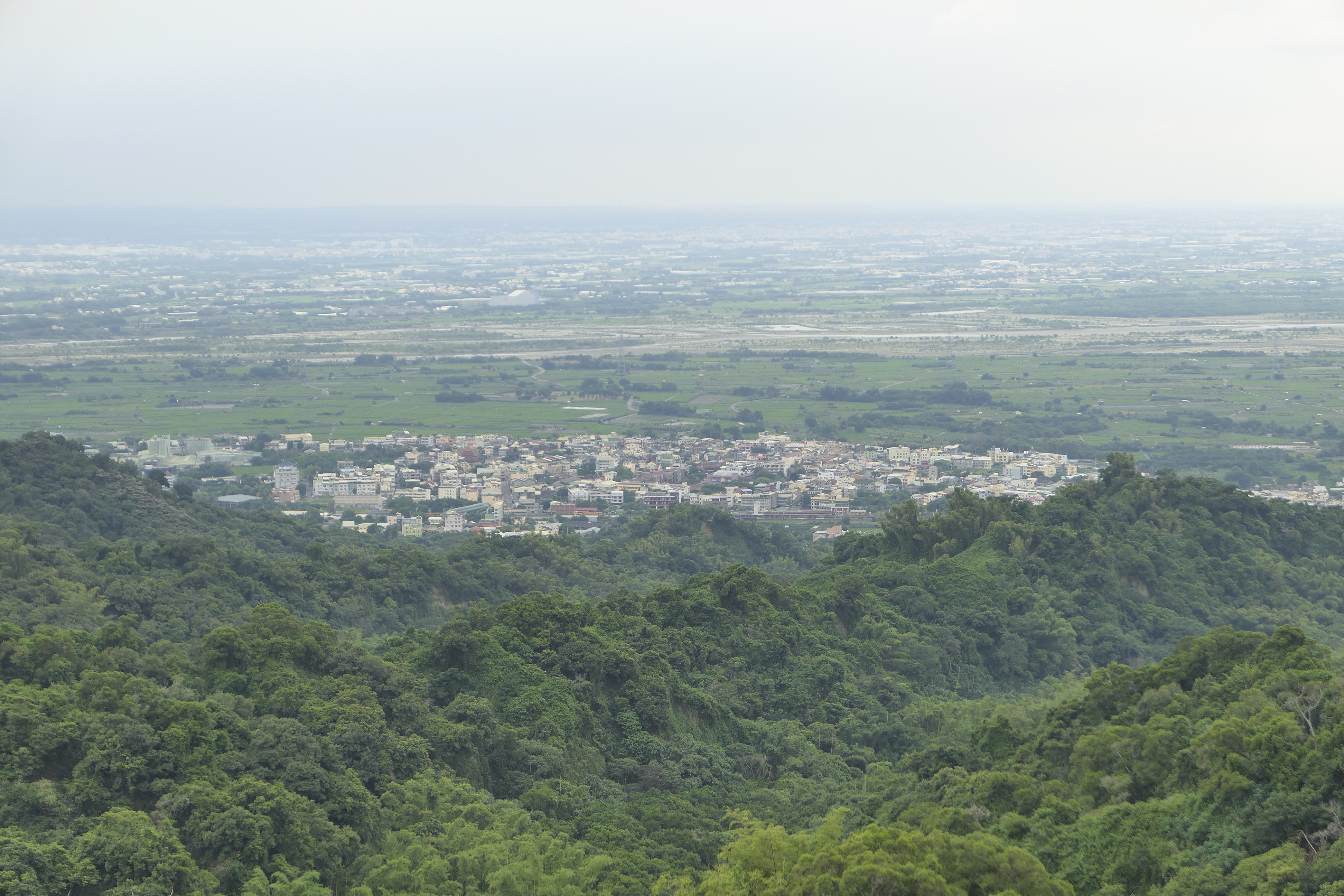
自松柏嶺受天宮拍攝的二水市街

二水鄉，舊稱「二八水」，位於臺灣彰化縣東南隅、濁水溪沖積平原最東端，其扇頂鼻仔頭位於鄉境內東部。東北枕八卦台地，南臨濁水溪，是典型的農業鄉。鄉內人口約1.4萬人，為彰化縣人口最少的行政區。
二水鄉是灌溉彰化平原大部分地區的八堡圳傳統取水口處，而為紀念該項水利建設的跑水祭是二水鄉的年度特色節慶。當地早期即為臺灣南北往來交通重要樞紐之一，其境內的二水車站為臺鐵縱貫線與集集線的交會點。

## 歷史

### 地名由來
二水鄉名源於鄉治所在聚落之古地名「二八水」。其命名源由係從前該處位於施厝圳（今稱八堡一圳）與十五庄圳（今稱八堡二圳）之間，建有一分圳自施厝圳引二成水量注入十五庄圳，稱為「二分水圳」或「二八水圳」。聚落因有該分圳經過，故稱為「二八水」。清代建置行政區劃時亦將莊名定為「二八水莊」，屬東螺東堡。日治初期仍沿用「二八水庄」之名稱，直至1920年（大正九年）街庄改制，才簡化為「二水」。
除此之外，另有其他多種說法。其一指稱該地位於施厝圳、十五庄圳之間，二圳分叉狀如八字形，故名「二八水」；其二指稱地名來自渡口名稱「二八水渡」，但被質疑該渡口位於今南投縣竹山鎮下坪里香員腳，與本地命名應不相干；其三指稱因臨近有濁水溪與其支流清水溪交會，因而被稱「二幅（pak）水」或「二合（kap）水」，其後轉寫為「二八水」。

### 開發沿革
在漢人大量遷入以前，今二水地區屬於平埔族群原住民巴布薩族東螺社的活動範圍。他們的生計以漁撈、狩獵為主，土地為部落所共有，過著與世無爭的團體生活。
1624年，荷蘭人佔領台灣南部，建立殖民政權。到了1644年，已將西部平原納入勢力範圍。荷蘭人征服各部落之後，將台灣分成四個地方集會區，今二水地區所屬的彰化平原屬於「北部地方集會區」。依據當時的人口調查，1650年東螺社有92戶，386人。
東螺社社域相當遼闊，西北界約為今溪湖鎮南端，與大突社、二林社相鄰；南界約為今二水鄉修仁村、溪州鄉大庄村、竹塘鄉樹腳村，即濁水溪北岸，與眉裡社相鄰；東界到八卦山麓，與大武郡社相鄰。其範圍相當於清朝東螺東堡全部與東螺西堡的一部份。
明鄭時期（1661年－1683年），鄭成功為解決軍民糧食問題，大力實行屯田制。1665至1667年（永曆十九至二十一年），部將林圮率眾開墾濁水溪南的斗六門，並及於今林內、竹山地區。雖有曾在今二水鄉鼻子頭一帶開墾之說，但缺乏確切證據，僅能作為參考。
漢人移入今二水地區並發展成為聚落，始於清康熙末年。1709年（康熙四十八年），施世榜申請到墾照，引濁水溪水築圳，在鼻子頭截溪水入圳，歷經十年，於1719年（康熙五十八年）完成，稱為「施圳厝」（今稱八堡一圳），灌溉地區遍及後來的東螺東堡、東螺西堡、武東堡、武西堡、燕霧上堡、燕霧下堡、線東堡、馬芝遴堡等八堡。1721年（康熙六十年），繼有黃仕卿開鑿「十五庄圳」（今稱八堡二圳），灌溉東螺東堡境內十五庄。便利的灌溉系統，帶動康熙末年至乾隆年間的大量漢人入墾。
清朝中葉以後，漢人拓墾勢力日益增大，東螺社的土地逐漸出租或典讓到漢人手中，加上濁水溪經常泛濫成災，不少社民便遷居他地。十九世紀初的嘉慶年間，部份社民遷居噶瑪蘭；道光年間，大部份社民遷居埔里盆地的林子城，但其後代亦已漢化。
日治初期的1898年（明治三十一年），因濁水溪支流清水溪上游的草嶺潭潰決，造成濁水溪改道，使舊濁水溪河道再度成為主流，並在彰化平原形成重大災情，史稱「戊戌大水災」。由於這次的河川改道，北斗、溪州一帶成為濁水溪下游的氾濫地區。基於安全考量，其後規劃興建的鐵路縱貫線便捨傳統南北陸路要邑北斗而改經田中、二水地區。1905年，二八水驛（今二水車站）建成；1908年，縱貫線全線通車，為地方發展畫下里程碑。
1912年（大正元年）12月，臺灣總督府開始進行鐵路橋兩側的濁水溪護岸堤防工程，隔年3月完工。同年7月，鐵橋北岸堤防便因洪水而潰決。1918年（大正七年），再度進行濁水溪護岸堤防工程，上起濁水（今名間鄉治），下至下海墘（今大城鄉台西村），2年後完工，堤防總長度達76公里。自此，舊濁水溪成為今溪州鄉、北斗鎮、埤頭鄉、溪湖鎮、二林鎮、芳苑鄉、福興鄉的排水渠道，於福興鄉麥嶼厝出海，故又稱「麥嶼厝溪」。
1920年（大正九年），全台實施街庄改制，原屬東螺東堡之二八水庄、大坵園庄、鼻仔頭庄、過圳庄、十五庄等5個庄合併成新制的「二水庄」，隸屬於新成立的臺中州員林郡。原有舊制庄名改為二水、大丘園、鼻子頭、過圳、十五等5個大字，其下共有35個小字。
1945年（民國34年），國民政府接管臺灣，二水庄改制為臺中縣員林區二水鄉，原有小字更改或整併為村，初期共設21個村。1950年（民國39年），員林區改隸新成立的彰化縣，其下之二水鄉仍設21個村。1961年（民國50年）廢區，二水鄉直隸彰化縣。1978年（民國67年）部份村進行整併後，二水鄉共轄17個村。

## 地理

### 地形
二水鄉位於台灣中部，居彰化縣東南端，輪廓形似菱角。全鄉面積29.44平方公里，東西長約8.75公里，南北寬約5.00公里。鄉境東北部以八卦台地面邊緣線與南投縣名間鄉為界，南部隔濁水溪與南投縣竹山鎮、雲林縣林內鄉、莿桐鄉相望，西北部以十五庄圳和三條圳的渠道，及水尾聚落東側台地邊坡分水嶺與同縣田中鎮相鄰，唯西部與同縣溪州鄉及東部一小段與南投縣名間鄉之交界係以人工劃定，而無明顯之天然界線可循。
二水鄉兼具平原地形與台地地形的景觀，東北半部屬於八卦台地邊坡區，西南半部屬於濁水溪沖積扇平原區，兩者大致以山腳路為界。

### 水文
濁水溪為全台最長河川，主流發源於南投縣仁愛鄉佐久間鞍部，自二水鄉東南緣向西流，成為二水鄉與南投縣竹山鎮、雲林縣林內鄉、莿桐鄉的界河，流經二水鄉的河段長約8.75公里。
二水鄉八卦台地西坡有多條順向溪谷，是平時呈現乾涸狀態，雨季時才有水流的間歇河，由東南向西北依序為月眉坑、大樹坑、大園坑、柳仔坑、有水坑、獅子頭坑、過圳坑、松柏坑、坑內坑及水尾坑。
八堡圳是彰化平原主要的灌溉系統之一，其傳統進水口位於二水鄉。該圳與嘉義地區的道將圳和新竹地區的隆恩圳，一起並稱為台灣三大古圳。由於該圳是由施世榜籌款所建，故原名「施厝圳」，係取濁水溪之水灌溉八堡農田，故名「八堡圳」。

### 氣候
二水鄉氣候屬於副熱帶季風氣候，夏長冬暖，鄉內平原地區年平均氣溫約攝氏22.3度。夏季以七月最熱，平均氣溫約攝氏22.3度；冬季以一月最冷，平均氣溫約攝氏14.9度。降雨集中於夏季，平原地區年平均降雨量約1,826.7公釐。

### 人口
根據彰化縣田中戶政事務所及彰化縣政府民政處統計，2024年底二水鄉戶數約5.3千戶，人口約1.4萬人，是彰化縣人口最少的行政區。鄉內人口最多與最少的村分別是裕民村與聖化村，2024年底兩村人口分別為1,062人與447人。

## 政治

### 歷任首長
日治時期
官派區長
| 任次 | 姓名   | 備註 |
| ---- | ------ | ---- |
| 1    | 陳畫棟 |      |
| 2    | 陳茂杞 |      |
| 3    | 陳炳文 |      |

官派長
| 任次 | 姓名       | 備註 |
| ---- | ---------- | ---- |
| 1    | 張其深     |      |
| 2    | 陳勇       |      |
| 3    | 謝在祺     |      |
| 4    | 照沼在三郎 |      |
| 5    | 和田乙彥   |      |
| 6    | 鈴木重啓   |      |
| 7    | 秋山豬太郎 |      |

民國時期
官派長
| 任次 | 姓名 | 到任日期     | 備註 |
| ---- | ---- | ------------ | ---- |
| 1    | 陳如 | 民國34年11月 |      |

鄉民代表選舉鄉長
| 任次 | 姓名   | 到任日期    | 備註 |
| ---- | ------ | ----------- | ---- |
| 1    | 陳鍾英 | 民國35年6月 |      |
| 2    | 蔡天開 | 民國38年3月 |      |

民選鄉長
| 任次 | 姓名   | 到任日期      | 備註             |
| ---- | ------ | ------------- | ---------------- |
| 1    | 陳慶全 | 民國40年7月   |                  |
| 2    | 鄭鼎   | （未到任）    | 就職前過世改選   |
| 2    | 鄭賜斌 | 民國42年7月   | 改選上任         |
| 3    | 鄭賜斌 | 民國45年7月   |                  |
| 4    | 陳永龍 | 民國49年1月   |                  |
| 5    | 陳永龍 | 民國53年3月   |                  |
| 6    | 陳弼毅 | 民國57年3月   |                  |
| 7    | 陳鐘山 | 民國62年4月   |                  |
| 8    | 陳鐘山 | 民國66年12月  |                  |
| 9    | 林明雄 | 民國71年3月   |                  |
| 10   | 林明雄 | 民國75年3月   |                  |
| 11   | 鄭阿月 | 民國79年3月   |                  |
| 12   | 鄭阿月 | 民國83年3月   |                  |
| 13   | 許景輝 | 民國87年3月   |                  |
| 14   | 許景輝 | 民國91年3月   |                  |
| 15   | 許文耀 | 民國95年3月   |                  |
| 16   | 許敏適 | 民國99年3月   | 解職             |
| 16   | 陳奇煒 | 民國100年1月  | 代理鄉長         |
| 16   | 許文耀 | 民國100年4月  | 補選上任後又解職 |
| 16   | 董孟治 | 民國102年5月  | 代理鄉長         |
| 16   | 陳奇煒 | 民國103年1月  | 代理鄉長         |
| 17   | 鄭蒼陽 | 民國103年12月 |                  |
| 18   | 蘇界欽 | 民國107年12月 |                  |
| 19   | 蘇界欽 | 民國111年12月 |                  |

### 鄉政組織
二水鄉公所是二水鄉最高層級的地方行政機關，在中華民國政府架構中為鄉自治的行政機關，同時負責執行縣政府及中央機關委辦事項，二水鄉的自治監督機關為彰化縣政府。鄉長由全體鄉民直接選舉產生，任期為四年，可連選連任一次。二水鄉公所並置鄉政會議，為鄉政最高決策機構，在鄉長之下，設有5課3室等8個內部單位及2個附屬機關。
二水鄉民代表會是二水鄉的最高民意機關，代表二水鄉全體鄉民立法和監察鄉政。鄉民代表由公民直選選出，任期為四年，可連選連任。二水鄉民代表會共有11位鄉民代表，分別為第一選區3席鄉民代表、第二選區5席鄉民代表、第三選區3席鄉民代表，主席、副主席由11位鄉民代表互選產生。

### 行政區
二水鄉的行政區劃轄有復興村、十五村、合和村、上豐村、過圳村、五伯村、光化村、文化村、二水村、聖化村、裕民村、惠民村、大園村、修仁村、合興村、源泉村、倡和村，共計17個村。

## 經濟
二水鄉瀕臨濁水溪，又有完善的水利工程建設，先天具有優良的農業發展條件。然而全鄉土地總面積2,944.90公頃中，平地佔1,722.33公頃，山坡地佔1,222.57公頃。然而平地中登錄為濁水溪河床地者達918.78公頃，可利用地目僅餘803.55公頃，約佔全鄉總面積的27.29%；而山坡地中林務局保安林地佔1,062.18公頃，坡地保育可利用地目僅有160.38公頃，約佔全鄉總面積的5.45%。因此，全鄉可利用地目合計僅有963.93公頃，約佔全鄉總面積的32.74%，而其中一大半又已作為工商、住宅、交通設施用地，因此農業用地極為有限，是彰化縣轄內農林地目耕作面積最小的鄉鎮。
由於八卦山麓與二水堤防之間的精華區過於狹窄，歷來鄉民多前往河川地開墾。依據1999年（民國80年）的調查資料，鄉內河川公地承租面積達604.36公頃，是境內農業用地的1.67倍，若再計入未申請的河川墾植地，及合法赴鄰近鄉鎮開墾的河川地，則約達境內農業用地的2.5倍，其所生產的農作物產量與產值，也是約達農業用地的2.5倍。因此，河川公地雖非農民私有，但對二水鄉農業生產極為重要。
依據1993年10月的統計資料，二水鄉水稻種植面積最廣，達670.01公頃，佔全鄉面積22.75%。其餘種植面積較大者依次為龍眼、食用甘蔗、茄子、竹筍、番荔枝、苦瓜、番石榴、檳榔、白柚、荔枝、香蕉、橄欖、番茄、玉米等。
二水鄉山林面積雖大，但屬保安林區，林業以造林保育為主，不興砍伐。二水地區常見的林相為相思樹、臺灣赤松、龍眼木，而大丘園、鼻子頭地區則為九層樹、樫類木、雜木居多。早期臺灣伐木業興盛時期，該鄉因地利及集集線鐵路之交通優勢，成為中部地區木材的轉運樞紐，近年來則已明顯衰退。
二水鄉的畜牧業以豬、雞飼養為大宗，最多時為1984年（民國73年），養雞數達到116,198隻，養豬數達到17,065頭。近年來畜養數已大不如前，1998年（民國87年）僅分別有21,070隻雞、3,679頭豬。
由於二水鄉可利用平地面積狹小，又有鐵路從中分割成兩半，自公路運輸發達以後，因鐵路樞紐位置而繁榮的市街，交通機能被臨近鄉鎮取代，客貨運量年年下降，實不利於發展工商業。依據1997年的調整，鄉內工廠規模均不大，員工數超過50人的只有6家公司，其中員工數最多者也還不到200人。
商業方面多屬低成本經營之零售買賣及個人服務業，以提供居民日常生活消費為主。較高級的商品或服務，則需前往田中、員林、臺中等較大城鎮購買。
為促進產業發展，近年來地方政府推動策略有：鼓勵設置農產品加工廠以改善產銷秩序與利潤、創造良好居住環境以爭取外地人遷入、改善連外交通以利青壯人口至臨近大城鎮通勤就業、利用天然景觀及農業特產推動觀光遊憩產業。

## 金融
- 彰化縣二水鄉農會：彰化縣二水鄉員集路三段678號
- 中華郵政股份有限公司二水郵局：彰化縣二水鄉員集路三段741號

## 交通

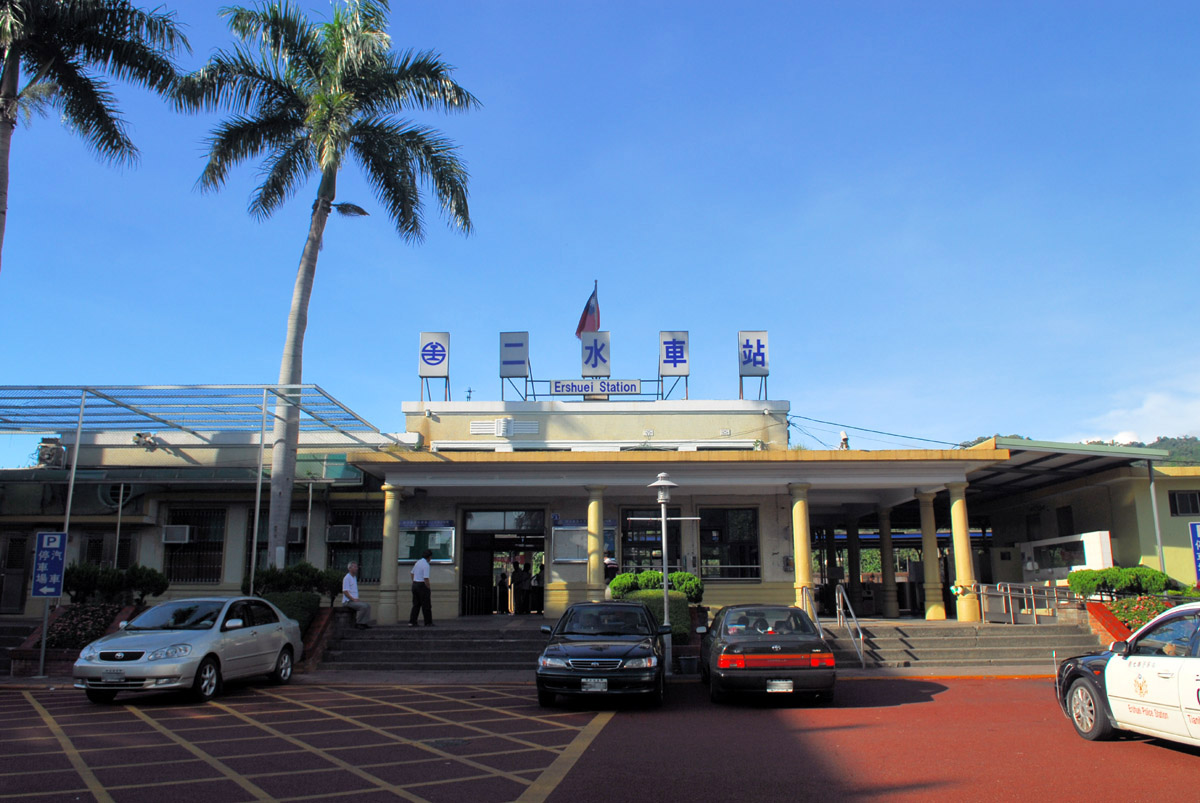
二水車站

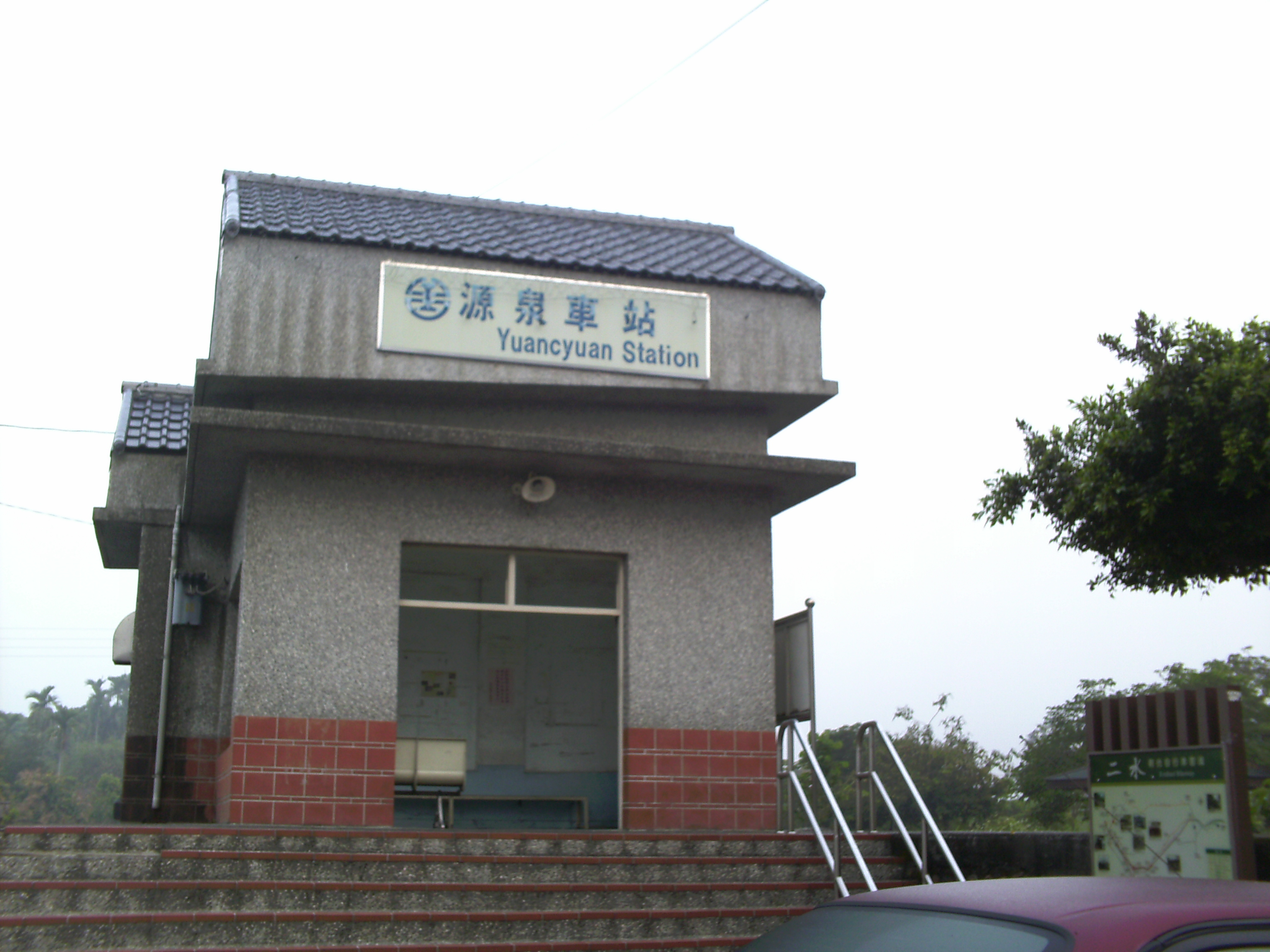
源泉車站

二水鄉雖然瀕臨台灣最大河川濁水溪，但因該溪水淺多砂石，並無任何舟楫之利，交通仍以陸路為止，包括鐵路及公路。

### 鐵路
臺灣鐵路公司
- 縱貫線：二水車站
- 集集線：二水車站 - 源泉車站

臺鐵縱貫線以西北－東南走向貫穿二水鄉中部精華區，在二水街區設有二水車站，屬二等站，主要停靠區間車、區間快車（集集線）、莒光號，自強號則僅有少數班次停靠。經由該站，向北可通行員林、彰化及臺灣北部地區，向南可通往斗六、嘉義及臺灣南部地區。
二水車站也是臺鐵集集線的起點，向東可通往集集、水等地，終點站為車埕。該路線係昔日為興建日月潭水力發電廠而設，如今已成為著名的觀光鐵道。源泉車站位於源泉村鼻子頭，為集集線上的一個小型無人車站。
二水境內亦曾設有糖業鐵路南北平行預備線在1959年八七水災後的新端點站。

### 道路
縣道137號位於彰化平原東部邊緣，是最接近八卦台地的一條南北向道路，北起彰化市，南至二水鄉源泉村縣道152號叉路口。該縣道因靠近八卦台地邊坡山腳，故命名為「山腳路」。
縣道141號是二水鄉最主要的南北向聯外道路，向北可經由田中、社頭通往員林，再接省道台1線或省道台76線通往北部各地；向南則可通往林內，再接省道台3線通往南部各地。
縣道152號是二水鄉東西向聯外道路，向西可通往溪州鄉，可在此接省道台1線通往南北各地，或續向西前往竹塘鄉、大城鄉等地。向縣道152號由二水鄉往東則可通往南投縣名間鄉、集集鎮。

## 教育

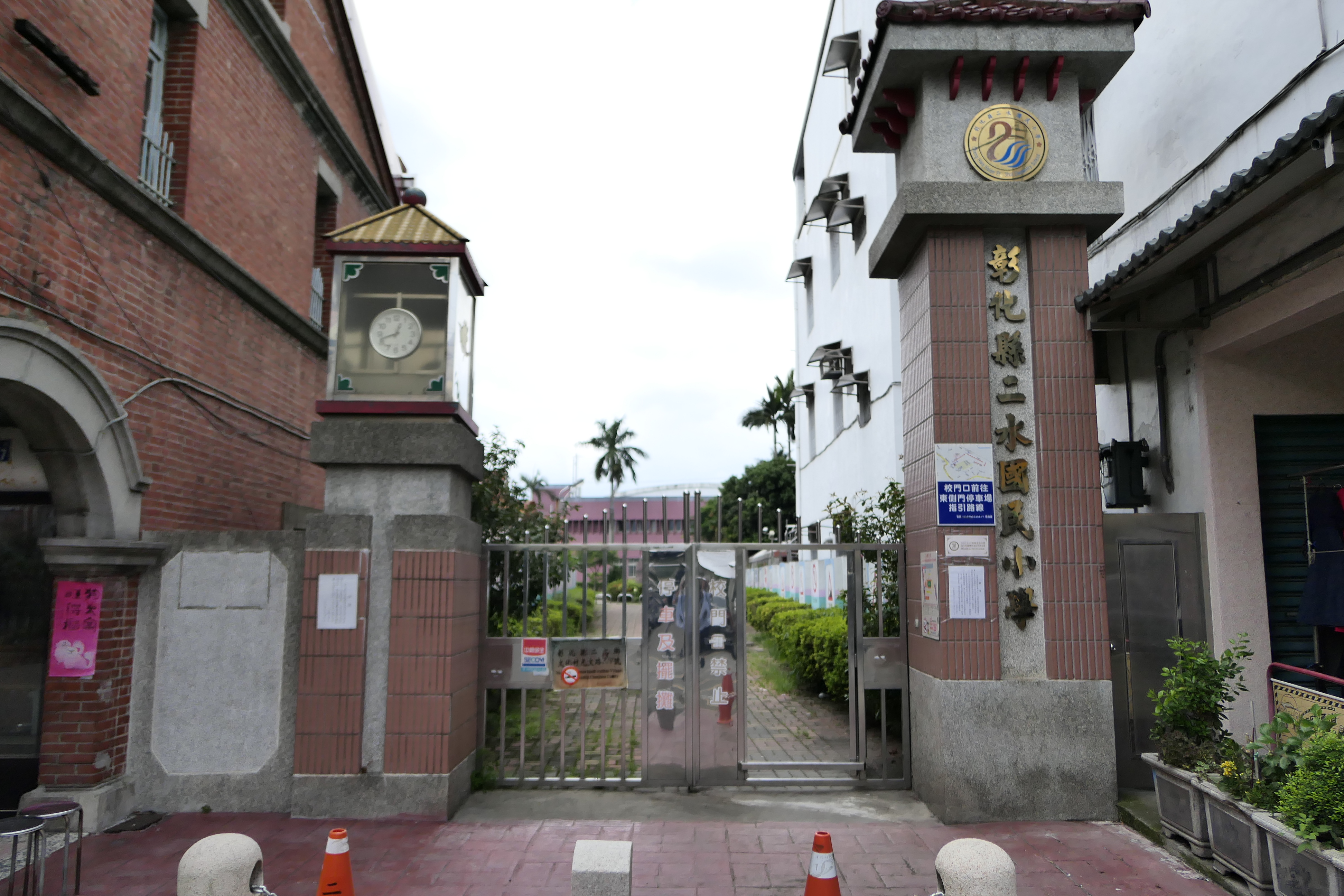
二水國民小學

### 國民中學
- 彰化縣立二水國民中學  位於源泉村，是二水鄉唯一的國民中學，也是鄉內最高學府。其前身為「二水初級中學」，創立於1961年（民國50年），1968年始改為今名。

### 國民小學
- 彰化縣二水鄉二水國民小學：位於二水街區的中央，行政區隸屬文化村，是二水鄉歷史最悠久的現代化學校。前身為日治時期的「二八水公學校」，創立於1902年（明治三十五年）。1921年（大正十年）改名為「二水公學校」，1941年（昭和十六年）改名為「二水東國民小學」，1945年（民國34年）改名為「二水第一國民學校」，1953年（民國42年）改名為「二水國民學校」，1968年始改為今名。內有淺井初子先生紀念碑。
- 彰化縣二水鄉復興國民小學：位於復興村與十五村交界處。前身為日治時期的「二八水尋常小學校」，創立於1909年（明治四十二年），原校址位於公學校東北側。1946年（民國35年）改名為「二水第二國民學校」，1949年（民國38年）遷至現址，原校址由第一國民學校（即原公學校）接收。1953年（民國42年）改名為「復興國民學校」，1968年始改為今名。
- 彰化縣二水鄉源泉國民小學：位於大園村與源泉村交界處，前身為日治時期的「二水公學校鼻仔頭分教場」，創立於1922年（大正十一年）。1943年（昭和十八年）獨立設校，更名為「鼻仔頭國民學校」。1946年（民國35年）改名為「源泉國民學校」，1968年始改為今名。

## 宗教

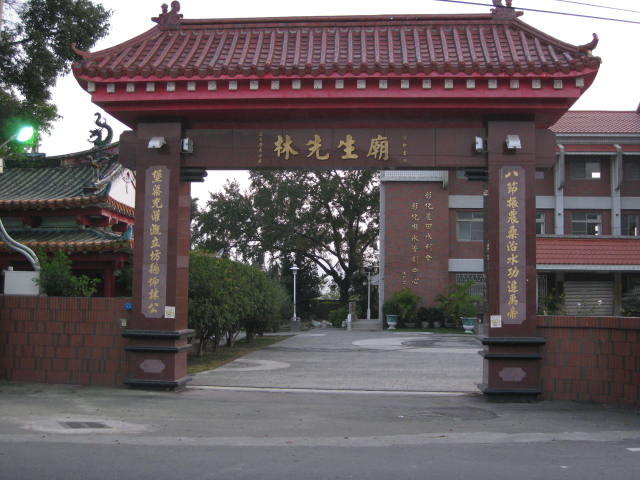
林先生廟。

二水鄉民的宗教信仰以佛教、道教、台灣民間信仰、天主教、基督教為主。主要的佛教寺院有碧雲禪寺、定覺寺，道教宮觀有安德宮、桃山廟、奉天宮、三玄宮、武天宮、福安宮等，天主教堂有天主教台中教區二水天主堂，基督教堂有台灣基督長老教會二水教會。另外尚有紀念對水利工程有功的林先生廟，以及多所家族宗廟、土地公廟及萬應公廟。

### 民俗文化
跑水節是二水鄉特有的民俗慶典活動，每年在源泉村土地公廟對面的戲台下水。乃為感念先人開圳取水，自通水至今所流傳下來的傳統祭典，以告後人飲水思源。祭典依良辰吉時開啟水閘放水，宣洩而出的圳水便往前衝，身穿蓑衣之引水人則要趁水勢還沒追上，一直往前奔跑，此過程就是「跑水」。2003年起，跑水節改於11月份舉行，彰化縣長會率領民眾體驗跑水樂趣。2011年則邀來12國人士前來體驗跑水。

## 旅遊
二水鄉東北半部在地形上屬於八卦台地南緣，被劃入參山國家風景區所屬三大風景區之一的八卦山風景區範圍內，為該風景區最南端的松柏嶺遊憩區的一部分。列名於該遊憩區的二水鄉景點，有接近濁水溪沖積平原邊緣的二水車站、源泉車站、二水自行車道，以及台地邊坡上的二水登廟步道、豐柏廣場、龍仔頭山等。
二水車站在日治時期即設有機車維修場（機關庫）機務段，早期為檢查蒸汽機車加水加煤補給燃料之重要場所。機關庫所屬的水塔在二次世界大戰時期，曾受過盟軍戰機掃射轟炸，但仍屹立不搖，為二次世界大戰歷史見證。車站旁另設有老火車頭陳列場，展示CT278與比利時製造之345號五分仔機車頭各一部，為鐵道文化愛好者必遊之地。源泉車站為台鐵集集線的一個小站，也是二水觀光自行車道上的一個景點，常有單車族駐足於此。
二水觀光自行車道起點為台鐵二水車站，終點為八堡圳進水口，全線沿著台鐵集集線鋪設，會經過二水台灣獼猴保護區、林先生廟及源泉車站等景點。若從水門沿「集集引水道河岸便道」可銜接綠色隧道至集集鎮。自行車道沿途景色悠美，有隨季節盛開的波斯菊、小油菊、向日葵等各種花卉可供觀賞。
二水登廟步道又稱為豐柏登山步道，起點位於二水鄉上豐村海豐寮，終點位於南投縣名間鄉松柏村松柏坑受天宮，是的當地著名的登山健行步道，也是進香朝聖要道。豐柏廣場位於二水登廟步道的起點附近，設有停車場、活動廣場等休憩設施。坑內坑登山步道是二水鄉平原地帶通往受天宮的另一條登山健行步道，起點位於復興村坑內聚落。
龍仔頭山地處八卦台地東南端，若由濁水溪沖積平原遠眺，山容頗為挺拔俊秀。龍仔頭後方大約90餘公頃的山區，為行政院農業委員會公告劃設的「台灣獼猴保護區」，目前聚居約百餘隻台灣獼猴。農委會林務局在該地設有台灣獼猴生態教育館，位於倡和村近台地邊坡處，緊臨縣道152號及台鐵集集線。該館原為林務局所屬台灣獼猴監測站，2005年興建成為台灣第一座以台灣獼猴生態教育為主題的生態教育園區，並開放民眾事先預約申請參觀。
二水鄉近年來大力推廣休閒農業，較知名者有大丘園休閒農場、二八彎農園、水車農園、鼻子頭休閒農園、蓮荷果休閒農園等。二水濱臨濁水溪，以溪石製作而成的濁水溪硯遠近馳名，鄉內主要的展示場所有公營的「螺溪石藝館」與民營的「董坐石硯藝術館」。
彰化縣二八水觀光商圈發展協會
提供農產品銷售、商圈步行、鐵馬漫遊、產業體驗-導覽服務
由一群熱愛二水的農友及店家所組成，透過特色導覽、食農體驗、產業輔導，呈現二水的美好及特色物產，二八水是二水的古地名，商圈沿用古地名，有感念先人及傳承的意念

## 外部連結
- 二水鄉公所 （页面存档备份，存于）
- 二水鄉公所的Facebook專頁